# Сеть магазинов
Сеть магазинов — несколько магазинов одной зарегистрированной торговой марки, находящихся под общим владением и контролем, с одним узнаваемым дизайном, размещённых в разных районах города, в разных городах или разных странах, продающих единый ассортимент товаров, имеющих общую службу закупок и сбыта.

## История
Первая сеть магазинов принадлежала британской компании WHSmith. Она была основана в Лондоне в 1792 году Генри Уолтоном Смитом и его женой. Магазин продавал книги, канцелярские принадлежности, журналы, газеты и развлекательные товары.
В США сети магазинов начались с основания The Great Atlantic and Pacific Tea Company (A&P) в 1859 году. К началу 1920-х годов в США конкурировали три национальные сети: A&P, Woolworth’s и United Cigar Stores. В 1930-х годах сети магазинов начали сворачиваться, и рост их общей доли на рынке остановился. Судебные решения в отношении сетевого снижения цен появились ещё в 1906 году, и в 1920-х годах начали приниматься законы, направленные против сети магазинов, наряду с правовыми контрмерами самих сетей магазинов.
В сети магазинов координирование их работы производится из центра, в них поддерживаются единые цены, уровень сервиса, единая маркетинговая политика.
У сети магазинов гораздо больше возможностей по перераспределению финансовых ресурсов, поддержанию убыточных, но перспективных точек. Магазины одной сети за счет совместной рекламы, ассортимента и качества обслуживания, получают также большой и полезный объём ноу-хау[прояснить], который они используют в работе.